# Universytet (stanice metra v Charkově)
Universytet (ukrajinsky Університет) je přestupní stanice charkovského metra na Saltivské lince.
Je to přestupní stanice na Oleksijivskou linku vestibulem do stanice Deržprom.

## Charakteristika
V prostřední části stanice se nachází schodiště vedoucí dolů do stanice Deržprom.
Stanice má dva vestibuly, vestibuly májí pět východů, ústící na Náměstí Svobody. Vestibul je s nástupištěm propojen schodištěm.